# Springbok (Sudáfrica)
Springbok es una ciudad de 14 580 habitantes localizada en la provincia Septentrional del Cabo, al norte de Sudáfrica. Es la capital de Namaqualand y se localiza en la carretera N7 la cual une Ciudad del Cabo con Namibia.
La ciudad se encuentra en un valle estrecho entre los altos domos de granito de Klein Koperberge (Pequeñas montañas de Cobre). El nombre revela que el primer asentamiento fue gradualmente transformándose en un importante en un mayor centro administrativo y comercial para las operaciones mineras de cobre de la región. Pese a que las actividades mineras se han reducido, la ciudad se mantiene como un centro administrativo importante debido a su situación, siendo una importante escala para los turistas que se encuentran de camino a Namibia. Hoy los principales ingresos los genera el turismo, actividades mineras, comercio y agricultura.